# Letzteiszeitliches Maximum

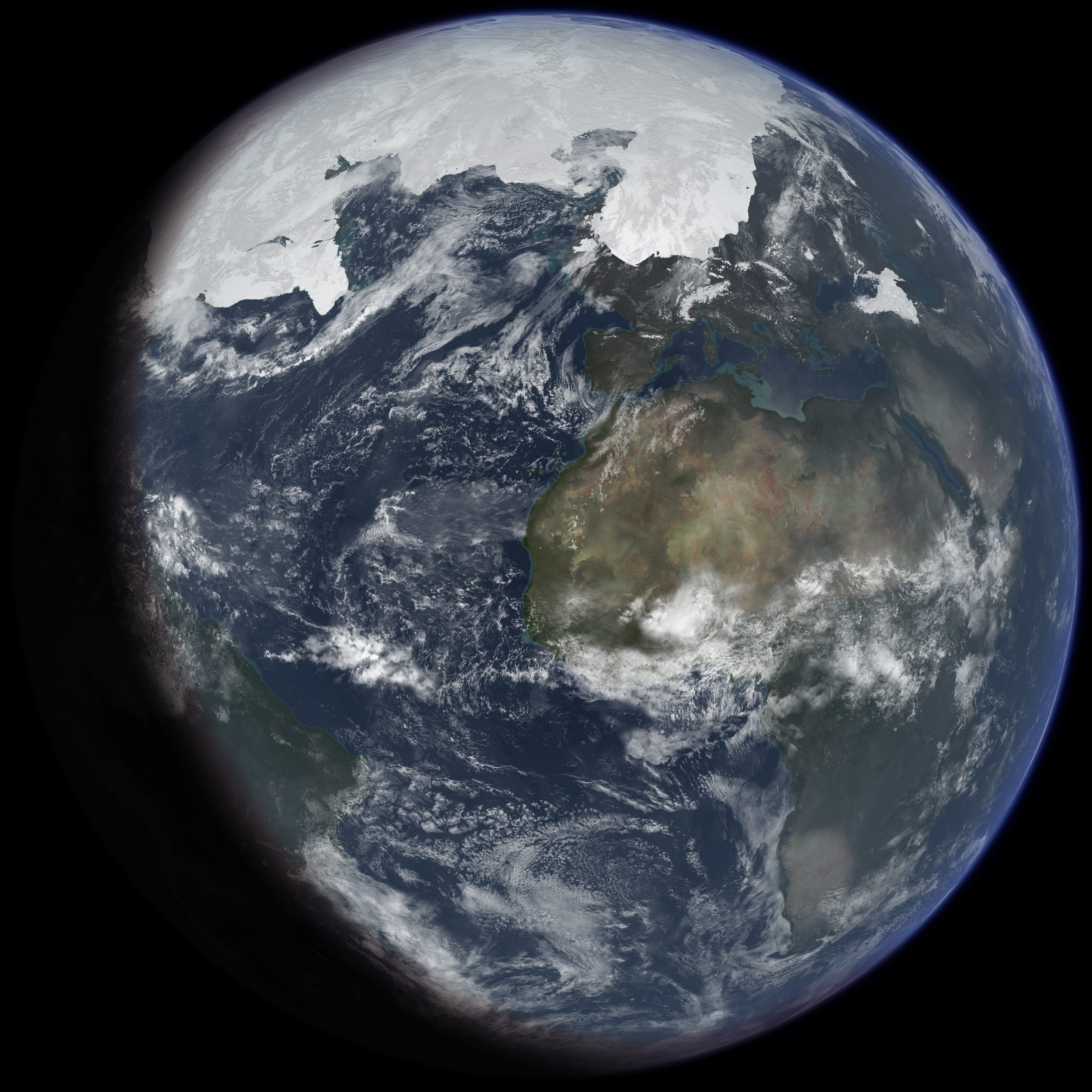
Die Erde zum Letzteiszeitlichen Maximum. Künstlerische Darstellung

Als Letzteiszeitliches Maximum (englisch Last Glacial Maximum (LGM) oder Last Glacial Coldest Period (LGCP)) wird der klimageschichtliche Abschnitt bezeichnet, in dem die Vereisungen der letzten Kaltzeit (in Europa die der Weichsel- bzw. Würm-Kaltzeit) ihre maximale Ausdehnung einnahmen. Im Zeitraum 24.500 bis 18.000 v. Chr. bedeckten riesige Eisschilde große Gebiete Nordamerikas, Nordeuropas und Asiens. Ihre weite Verbreitung hatte tiefgreifende Auswirkungen auf das Klima der Erde – beispielsweise Temperaturrückgang, Aridität, Desertifikation und ein Absinken des globalen Meeresspiegels.

## Korrelationen

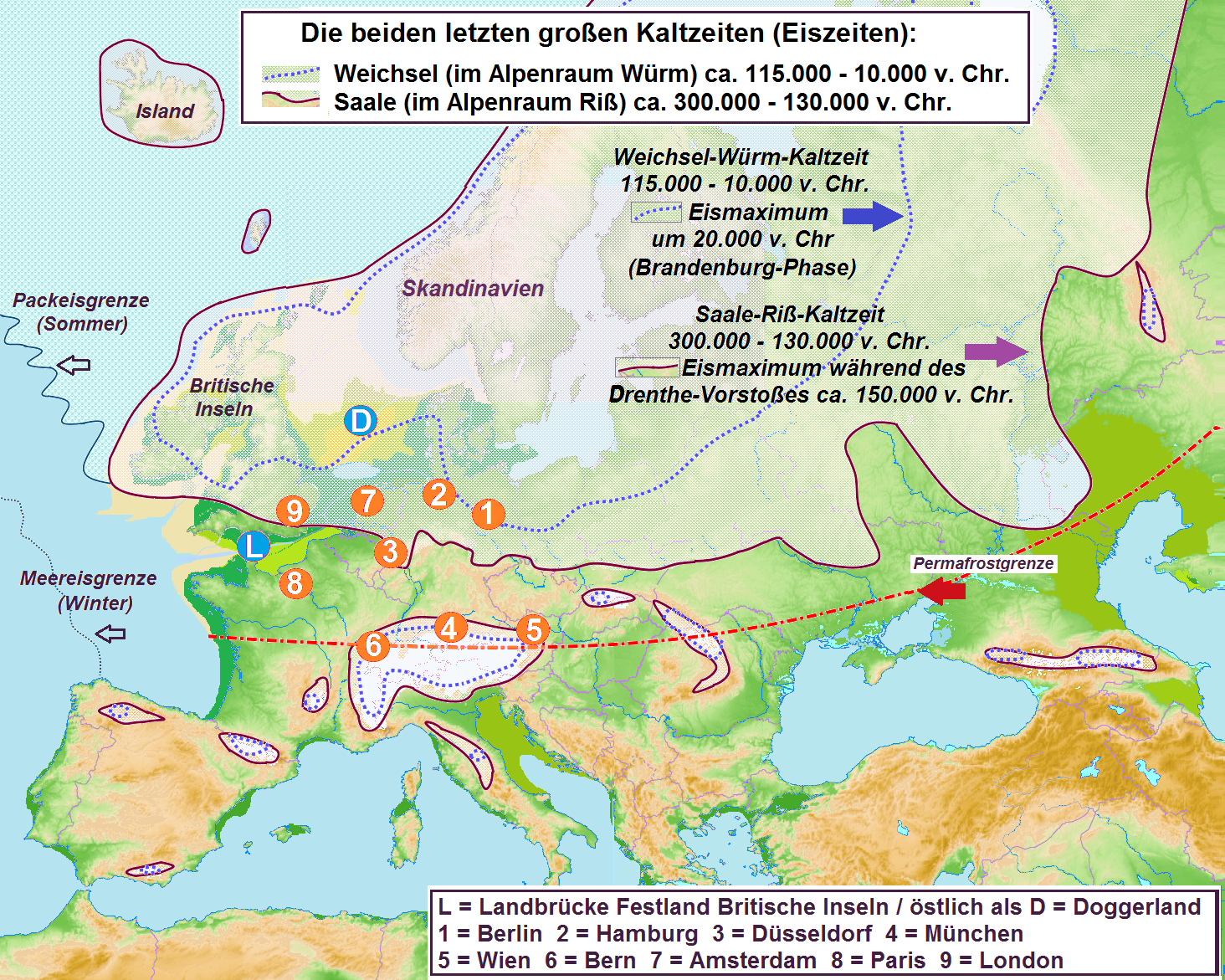
Eiszeitliches Maximum der beiden letzten Kaltzeiten in Europa: Weichsel-/Würm-Komplex und Saale/Riß-Komplex. Die Gletschervorstöße waren unterbrochen von wärmeren Perioden, in denen sich die archaischen Menschen Europas (der Neandertaler als Nachfolger des Homo heidelbergensis) über die Permafrostgrenze hinaus nach Norden und Nordosten ausbreiteten. Ab etwa 40.000 v. Chr. besiedelte der moderne Cro-Magnon-Mensch diese Gebiete.

Das Letzteiszeitliche Maximum korreliert zeitlich mit dem Beginn des Marinen Isotopenstadium 2 (MIS 2 – 25.600 bis 12.100 v. Chr.). In seinen Verlauf fallen das Heinrich-Ereignis H2 (um 22.000 v. Chr.), das Dansgaard-Oeschger-Ereignis DO2 (um 21.300 v. Chr.), die Brandenburg-Phase und die Frankfurt-Phase des Fennoskandischen Eisschildes. In den Alpen herrschte am Rheingletscher das Schlieren-Stadium (bereits ein Rückzugsstadium) und am Inngletscher das Kirchseeon-Stadium (Eisrandlage). Der Hauptvorstoß des Laurentidischen Eisschildes war die Shelby-Phase am Lake Michigan, die in die Zeitspanne 21.561 bis 21.151 datiert wird.

## Zeitliche Entwicklung

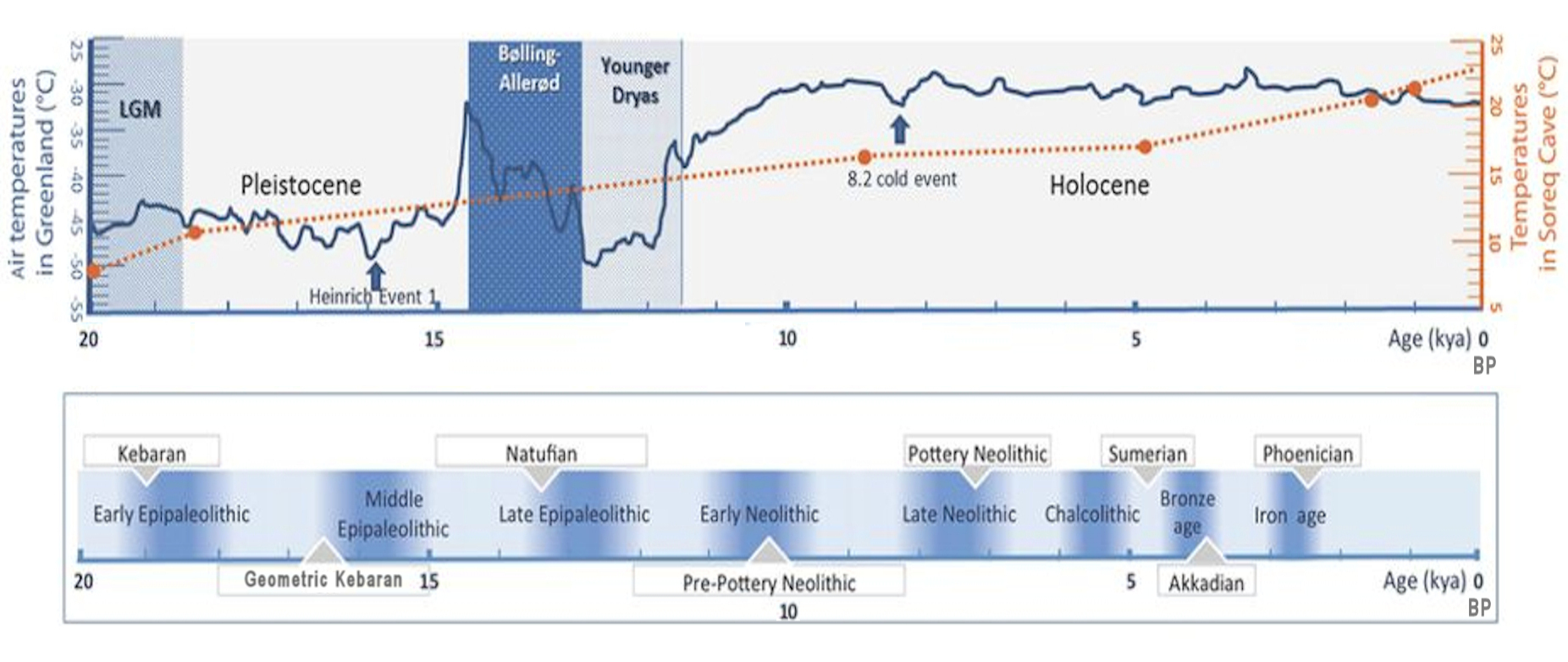
Klima und postglaziale Expansion, hier im Nahen Osten, über einen längeren Zeitraum, 20 bis 0 BP

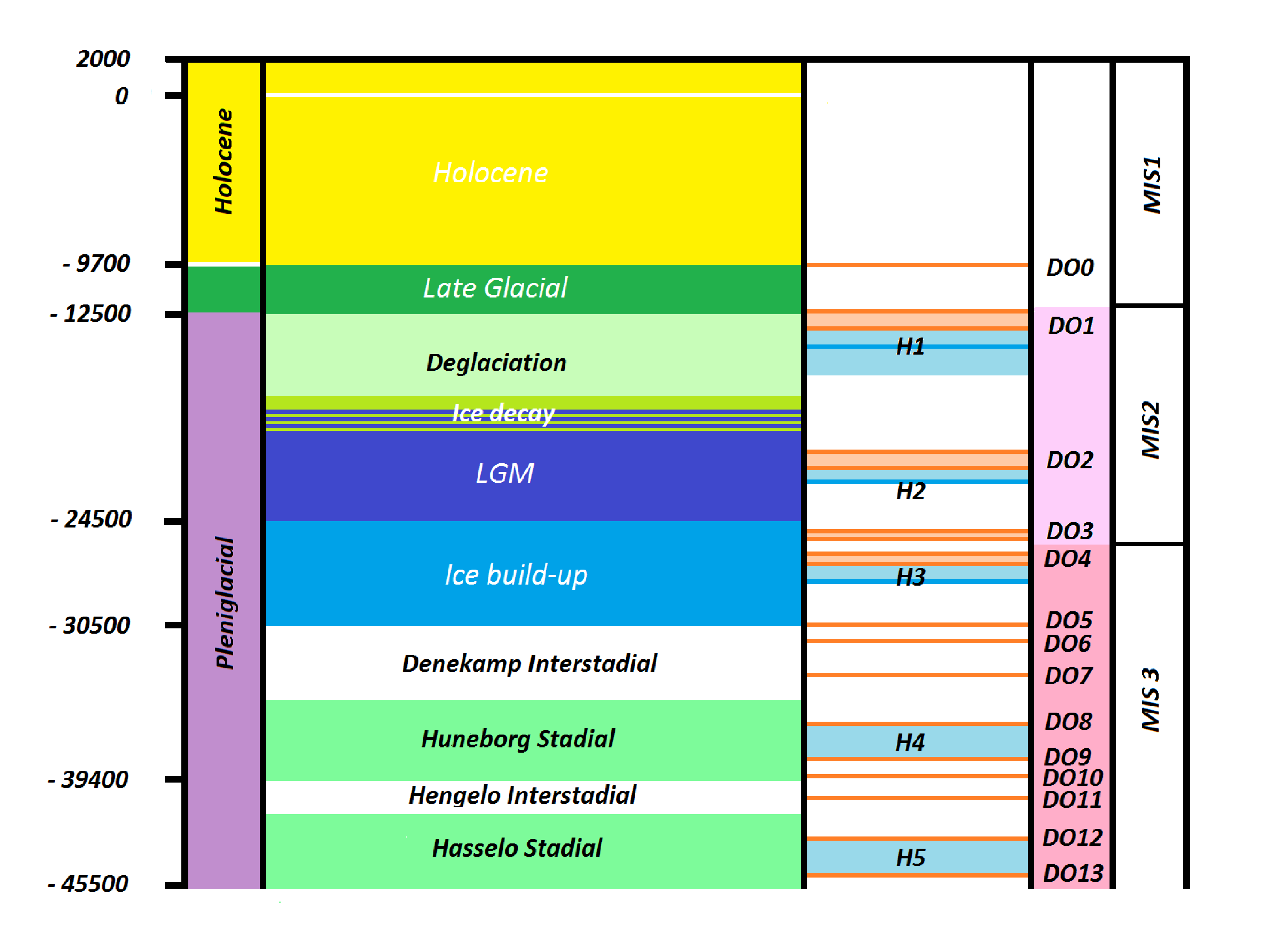
Die zeitliche Stellung des Letzteiszeitlichen Maximums (LGM) während der letzten 47.500 Jahre

Anhand von Umweltparametern kann die Zeitspanne des Letzteiszeitlichen Maximums recht gut eingegrenzt werden. Generell kann der Zeitraum als 24.500 bis 18.000 Jahre v. Chr. angesetzt werden, mit einem Maximum bei 19.000 Jahren v. Chr. Das Anwachsen der Eismassen zu ihrer Maximalausdehnung im vorangegangenen Zeitraum 31.000 bis 24.500 v. Chr. (engl. Ice build-up) erfolgte als Antwort auf eine verringerte Strahlungsintensität während des Sommers auf der Nordhalbkugel, auf reduzierte Oberflächentemperaturen im Pazifik und auf einen Rückgang der Treibhausgase, insbesondere Kohlendioxid. Das Minimum in der Strahlungsintensität auf 65° nördlicher Breite mit 440 W/m² wurde um 22.000 v. Chr. durchlaufen. Der Eiszerfall (engl. ice decay) begann dann zwischen 18.000 und 17.000 v. Chr. wirksam zu werden – Auslöser war die jetzt spürbar werdende Erhöhung der Strahlungsintensität während des Nordsommers, die zu einem jähen Meeresspiegelanstieg führte. Der Zerfall des Westantarktischen Eisschildes setzte erst verzögert zwischen 13.000 und 12.000 v. Chr. ein und bewirkte mit dem Schmelzwasserpuls 1A einen abrupten Meeresspiegelanstieg um 12.500 v. Chr.

## Umweltparameter

### Treibhausgase
Die Treibhausgase besaßen während des Letzteiszeitlichen Maximums durchgehend Minimalwerte. Beispielsweise lag Kohlendioxid bei 180 bis 190 ppm, um dann ab 16.000 v. Chr. steil in seiner Atmosphärenkonzentration anzusteigen. Dasselbe Verhalten zeigt auch Methan, das 350 bis 375 ppb aufwies (mit Minimum bei 17.500 v. Chr.) und dann ab 15.000 v. Chr. allmähliche Konzentrationserhöhungen an den Tag legte (zum Vergleich: die Kohlendioxidwerte lagen zu Beginn des Holozäns bereits bei 270 ppm, die Methanwerte bei 700 ppb). Das Distickstoffmonoxid begann seinen Anstieg von seinem Minimalwert um 200 ppb erst ab 14.000 v. Chr.

### Sauerstoffisotope

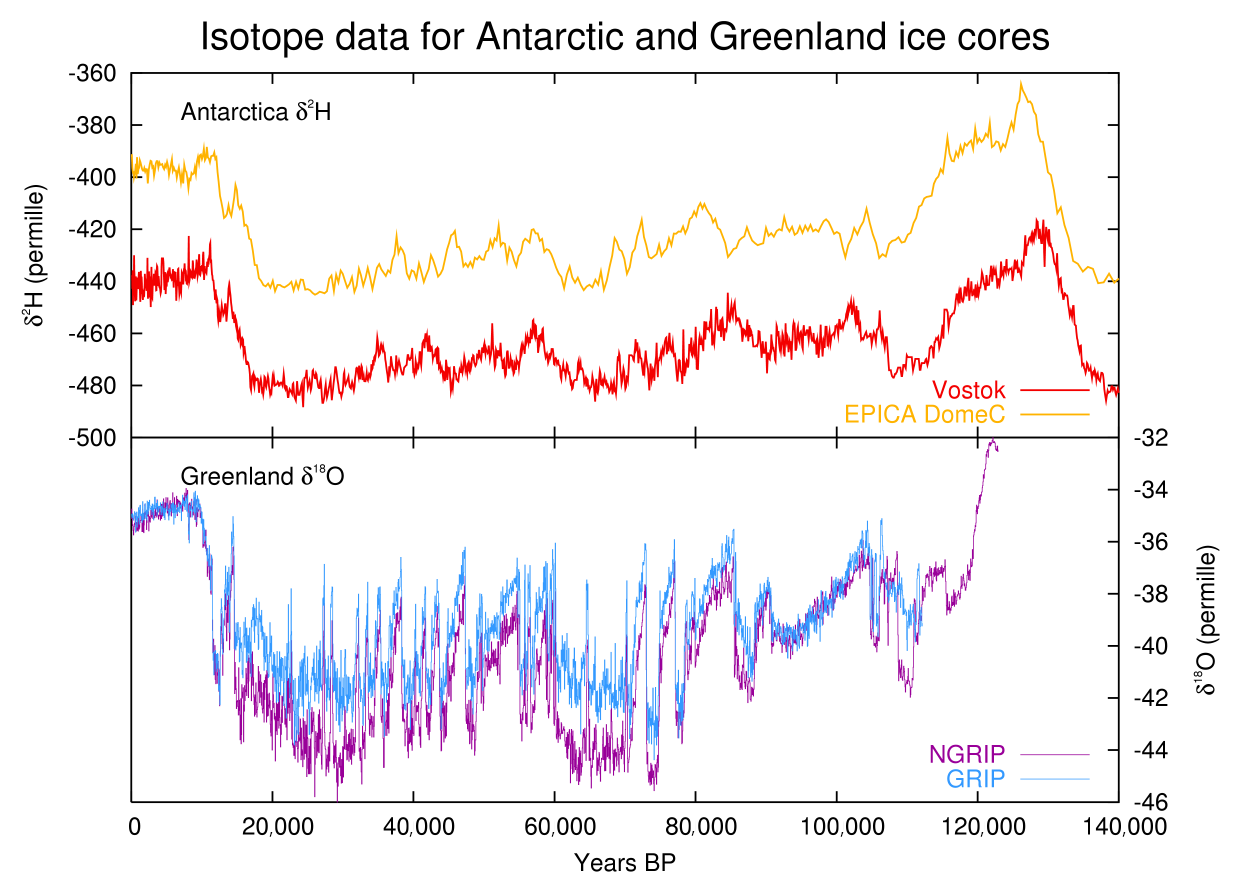
δ^{2}H-Werte aus der Antarktis und δ^{18}O-Werte aus Grönland

Für die δ18O-Werte liegen verschiedene Messreihen vor, die aber alle durchgehend ein sehr ähnliches Verhalten zeigen. Der Byrd-Eiskern aus der Antarktis hatte ein deutliches Minimum von −44 ‰ SMOW zentriert um 19.000 v. Chr. (mit einem deutlichen Trog zwischen 20.000 und 17.000 v. Chr.), ab 16.000 v. Chr. begann dann der stetige Anstieg zu modernen Werten (−34 ‰ SMOW zu Beginn des Holozäns). Die Verhältnisse in den Eisbohrkernen Grönlands sind nicht ganz so eindeutig – sie hatten ihr Minimum um 20.000 v. Chr. (GISP 2 bei −42 und GRIP bei −44 ‰ SMOW), der Anstieg zum Holozän verlief jedoch nicht stetig, sondern zeigte einen Rückfall im Intervall 15.000 bis 12.000 v. Chr. sowie den sehr deutlichen Rückschlag der Jüngeren Dryas um 11.000 v. Chr. Ein Bohrkern aus dem Pazifik hat Maxima (umgekehrte Verhältnisse wegen PDB-Werten) bei 24.000 und bei 16.000 Jahren v. Chr. mit einem dazwischenliegenden Plateau, das sehr schön die Dauer des Letzteiszeitlichen Maximums unterstreicht (der stetige Abstieg zu modernen Werten setzte ab 16.000 v. Chr. ein).
Die am Luftsauerstoff ermittelten Werte besitzen ein spiegelbildlich umgekehrtes Verhalten, sie durchlaufen ab 22.000 v. Chr. ein Maximum mit einem Spitzenwert von 1,1 ‰ um 17.000 v. Chr. und verfallen dann ab 13.000 v. Chr. rasch zu einem Minimum von −0,4 ‰ im Holozän.
An benthischen Organismen gewonnene Daten zeigen bis 22.000 v. Chr. ein stetiges Ansteigen der Werte von 4,5 auf 4,8 ‰ (Benthos besitzt ebenfalls ein umgekehrtes Verhalten) mit einem zwischenzeitlichen Minimum bei 23.000 v. Chr.

### Deuterium
Die δ2H-Werte, gewonnen aus Eisbohrkernen der Antarktis (Vostok), durchlaufen ab zirka 24.000 v. Chr. ihren Trog von durchschnittlich −486 ‰ mit einem absoluten Minimum von −490 ‰ bei 22.500 v. Chr. Ab 15.000 v. Chr. steigen sie dann steil an – mit einem zwischenzeitlichen Rückgang während des Bölling- und des Alleröd-Interstadials – und erreichen zu Beginn des Holozäns knapp −420 ‰. Die Ergebnisse von EPICA Dom C (ebenfalls Antarktis) laufen hierzu in etwa parallel, liegen aber um rund 40 ‰ höher.

### Kohlenstoff
Die Kohlenstoffisotopen demonstrieren gegenüber den anderen Umweltparametern ein sehr abweichendes Verhalten. Die δ13C-Werte halten ihr Hochplateau von −6,45 ab 22.000 bis 15.500 v. Chr., sie verfallen dann aber recht jäh um rund 0,3 ‰ zu −6,7 ‰. Erst zu Beginn des Holozäns steigen sie erneut an und erreichen in den letzten 6000 Jahren des Holozäns ein Maximum von −6,35 ‰. Die Δ14C-Werte sind mit 600 ‰ am höchsten zu Beginn des Letzteiszeitlichen Maximums, um dann stetig auf das heutige Minimum von 0 ‰ zu verfallen. Dieser Prozess wurde nur durch einen kurzzeitigen, leichten Wiederanstieg während der Jüngeren Dryas unterbrochen.

### Temperaturen

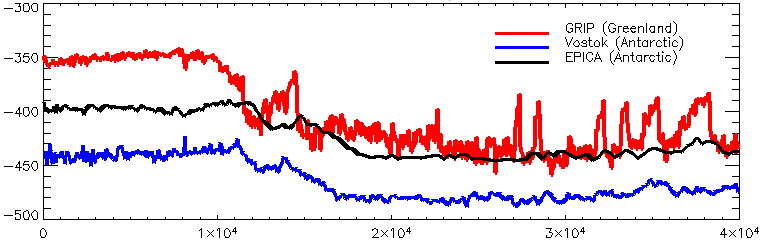
Temperaturproxies für die letzten 40.000 Jahre

Proxydaten für das Letzteiszeitliche Maximum belegen für die hohen Breiten der Nordhalbkugel eine sehr starke Abkühlung bei gleichzeitiger Südverschiebung des borealen Nadelwaldgürtels, der überdies einer bedeutenden Flächenreduzierung unterlag. So wurde beispielsweise für Grönland eine enorme Abkühlung von 21 ± 2 °C ermittelt.
Die hohen Breiten auf der Südhalbkugel waren ebenfalls deutlich kälter, wobei die Ostantarktis um 9 ± 2 °C tiefere Temperaturen zu verzeichnen hatte.
Bohrkerne des Ocean Drilling Program aus dem Atlantik deuten auf wesentlich kältere und salzhaltigere Tiefenwässer während des Letzteiszeitlichen Maximums.
Für die Jahresdurchschnittstemperaturen konnten Otto-Bliesner und Brady (2005) anhand einer neuen Modellrechnung eine globale Abkühlung von 4,5 °C gegenüber präindustriellen Werten (vor 1850) ermitteln (bzw. 5,4 °C gegenüber heutigen Werten). Für die tropischen Meeresoberflächentemperaturen berechneten sie eine Abnahme von durchschnittlich 1,7 °C (bzw. 2,6 °C), für die tropischen Landmassen eine Abnahme von 2,6 °C (bzw. 3,5 °C im Vergleich zu heute). Insgesamt gesehen betrafen die höchsten Temperaturänderungen die Hohen Breiten aufgrund der positiven Rückkoppelung durch Eismassen und Schneebedeckung (=Polare Verstärkung). Die geringsten Änderungen verzeichneten die Subtropen aufgrund der negativen Rückkoppelung ausgelöst durch tiefliegende Wolkenbedeckung.
Global berechneten Lunt u. a. (2006) für die durchschnittlichen Meeresoberflächentemperaturen einen Rückgang von 4 °C (von 13,2 auf 9,2 °C), für die Tiefenwässer (bei 5000 Meter Wassertiefe) einen Rückgang von 1,6 °C (von 1,3 auf −0,3 °C). Der Temperaturtrog situiert sich hierbei zwischen 22.000 und 16.000 v. Chr.

## Eisbedeckung
Das Volumen der Eisbedeckung stieg ausgehend von einem relativen Minimum von 12 Millionen Kubikkilometer um 27.000 Jahren v. Chr. relativ rasch zu einem ersten Maximalwert von rund 45 Millionen Kubikkilometer um 22.000 v. Chr. und anschließend zu seinem absoluten Maximum von 53 Millionen Kubikkilometer um 18.000 v. Chr. Der folgende Eiszerfall führte über einen nochmaligen, zwischenzeitlichen Spitzenwert von 43 Millionen Kubikkilometern um 14.000 v. Chr. zu einem Niveau von rund 10 Millionen Kubikkilometer zu Beginn des Holozäns.
Auch die Packeisbedeckung war während des Letzteiszeitlichen Maximums wesentlich ausgedehnter, dafür aber mehr jahreszeitlich bedingt. Sie erreichte zirka 12 % der Gesamtmeeresfläche, zu Beginn des Holozäns betrug dieser Anteil dann nur noch 7 % (Zum Vergleich der heutige Wert von rund 5 %). Das antarktische Packeis vollführte große, jahreszeitlich bedingte Driftbewegungen um den Südkontinent.

## Meeresspiegel

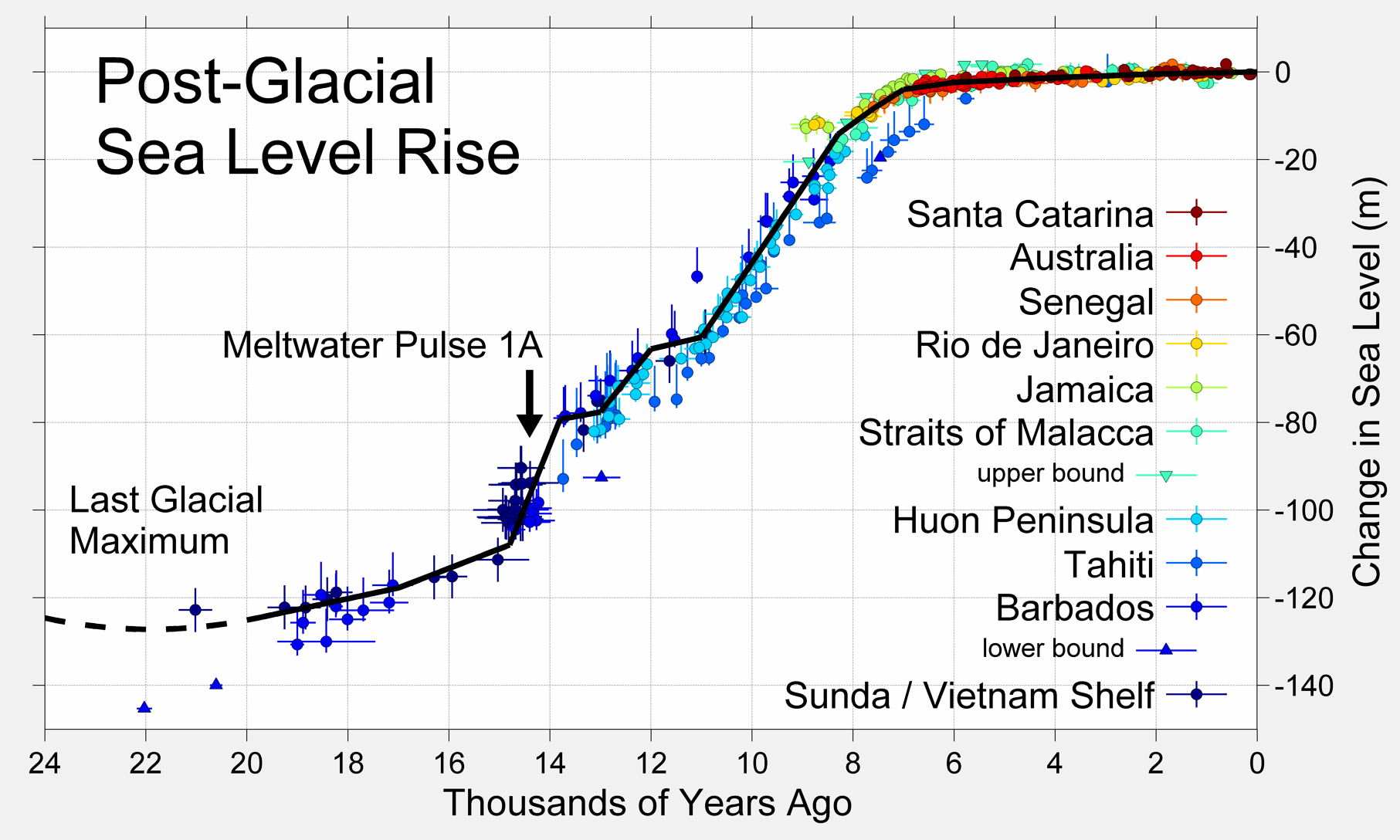
Der Meeresspiegelanstieg seit 22.000 v. Chr.

Der Tiefstand des Meeresspiegels wurde gegen 24.000 v. Chr. erreicht. In ihrem auf Korallendaten von Barbados gestützten Modell berechnen Peltier und Fairbanks (2006) für diesen Zeitpunkt eine Absenkung von 118,7 Meter. Waelbroeck u. a. (2002) ermittelten einen vergleichbaren Wert von rund 120 Meter, der ihnen zufolge aber erst später (gegen 18.000 v. Chr.) verwirklicht wurde. Noch tiefere Absenkungen fanden Lambeck und Chappell (2001) mittels Korallenmessungen, beispielsweise 145 Meter für Barbados und 140 Meter für den Joseph-Bonaparte-Golf (beide um 20.000 v. Chr.). Ab 14.000 v. Chr. begann der rasante Anstieg von 110 Meter unter NHN zum heutigen Meeresspiegelniveau.

## Klimatologische Charakterisierung

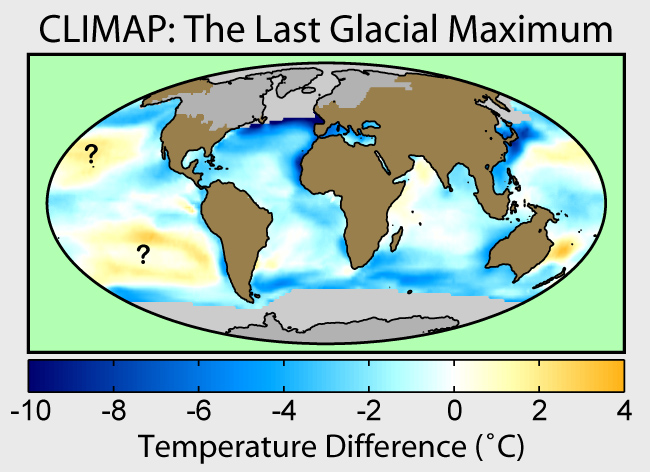
Karte des CLIMAP-Projektes mit Meeresoberflächentemperaturänderungen und der Ausdehnung der Eismassen während des Letzteiszeitlichen Maximums

Zur Entstehung von Eisschilden oder Eiskappen bedarf es eines lang andauernden Temperaturrückgangs bei gleichzeitig erhöhtem Niederschlag (in Form von Schnee). Ostasien blieb jedoch bis auf große Höhenlagen eisfrei, obwohl die Temperaturen mit denen der vergletscherten Gebiete Nordamerikas und Europas durchaus vergleichbar waren. Die Ursache hierfür waren die Eisschilde Europas, die über ihrem Gebiet zur Bildung sehr ausgedehnter Antizyklone mit extrem trockenen Luftmassen führten, so dass das im Abwind gelegene Sibirien und die Mandschurei nur noch sehr geringe Niederschläge erhalten konnten (eine Ausnahme war Kamtschatka, hier brachten Westwinde genügend Feuchtigkeit vom Japanischen Meer). Weitere Faktoren, die eine kontinentale Vereisung Asiens verhinderten, waren eine relative Erwärmung des Pazifischen Ozeans durch das Ausbleiben der Oyashio-Strömung sowie die generelle West-Ost-Richtung der Gebirgszüge.

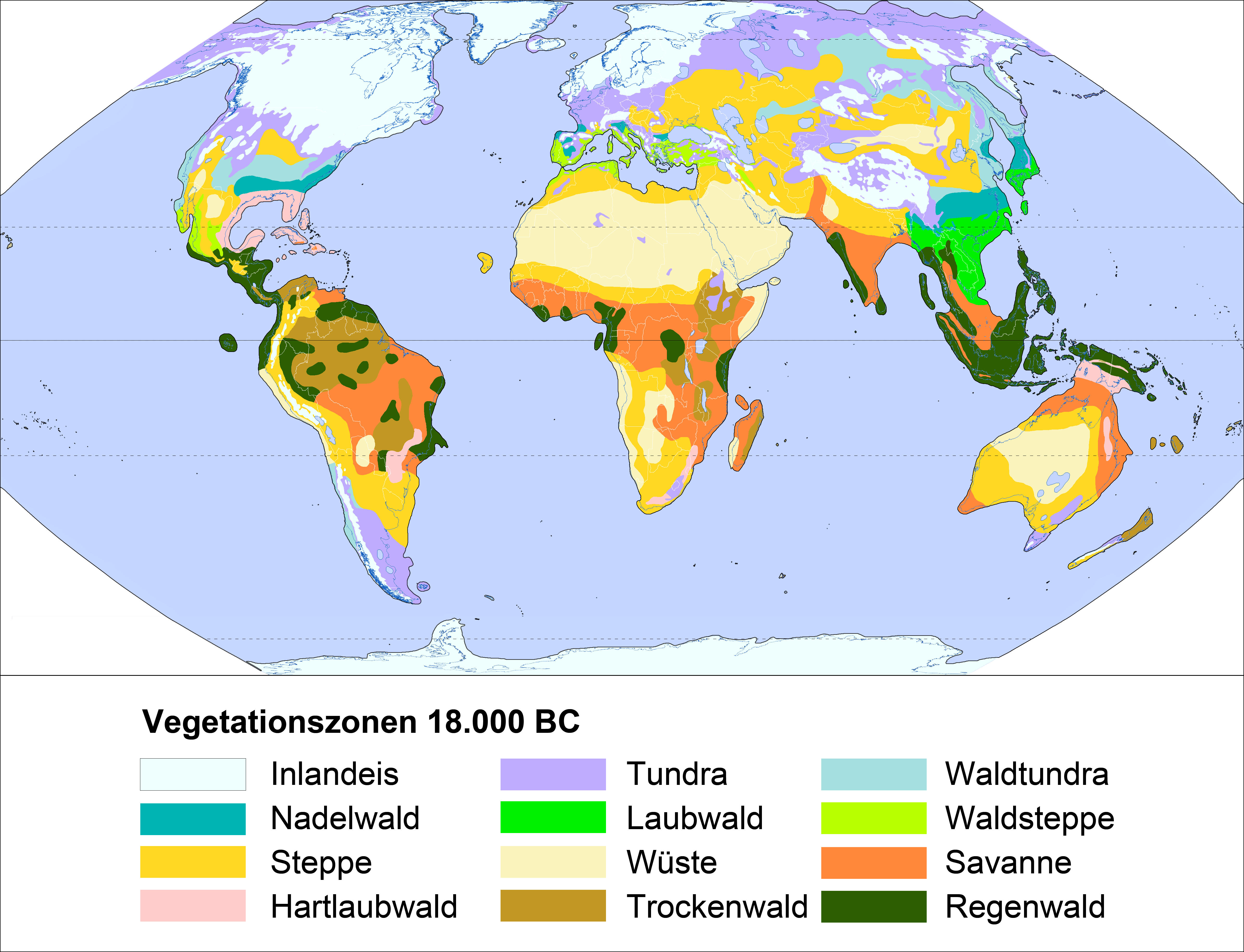
Mögliche Verteilung der Vegetationszonen während des Letzteiszeitlichen Maximums

Auch in wärmeren Klimaregionen der Erde lagen während des Letzteiszeitlichen Maximums die Temperatur- und Niederschlagswerte niedriger. Extreme Bedingungen herrschten in Südaustralien und in der Sahel mit bis zu 90 % geringeren Niederschlägen im Vergleich zu heute und mit katastrophischen Auswirkungen auf die dort ansässige Flora. Die Regenwaldgürtel wurden nicht so stark in Mitleidenschaft gezogen, aber auch hier kam es zu einer bedeutenden Reduzierung des Baumbestandes. Insbesondere in Westafrika hielt sich der tropische Urwald nur noch in einzelnen, von Graslandschaften umgebenen Refugien. Der Regenwald des Amazonas wurde durch eine weite Savanne in zwei große Areale aufgespalten. Die Regenwälder Südostasiens dürften ähnlich betroffen worden sein, hier breiteten sich vermehrt Laubwälder auf Kosten des Regenwaldes aus, welcher sich nur noch am Ost- und am Westende des Sundaschelfs halten konnte. Nur in Zentralamerika und im Chocó Kolumbiens blieb der Regenwald aufgrund des dortigen hohen Niederschlags weitgehend intakt.
Die meisten Wüstengürtel dehnten sich aus. Ausnahmen waren die westlichen Vereinigten Staaten, die durch die Verlagerung des Jetstreams in jetzigen Wüstengebieten schwere Regenfälle verzeichneten, so dass sich große Binnenseen wie beispielsweise der Lake Bonneville in Utah bilden konnten, aber auch Afghanistan und Iran (hier entstand ein Binnensee in der Dascht-e Kawir). In Australien bedeckten wandernde Sanddünen den halben Kontinent, und auch in Südamerika fielen die Pampa und der Gran Chaco der Trockenheit anheim. Heutige Subtropengebiete wie beispielsweise Ost-Australien, die Atlantikwälder Brasiliens und Südchina verloren wegen der Trockenheit einen Großteil ihrer geschlossenen Wälder, die offenen Waldlandschaften Platz machten. In Nordchina, das trotz seines kalten Klimas unvergletschert blieb, etablierte sich eine Mischung aus Tundra und offener Graslandschaft, und die Grenze des Baumbewuchses verschob sich um mindestens 20 Breitengrade südwärts.
Viele der während des Letzteiszeitlichen Maximums der Desertifikation anheimgefallenen Gebiete hatten im Zeitabschnitt zuvor noch höhere Niederschläge als heute aufzuweisen. Als Beispiel sei Südaustralien erwähnt, dessen Besiedlung durch Aborigines im Zeitraum 60.000 bis 40.000 BP offensichtlich mit einer Feuchtperiode im Zusammenhang stand.

## Globale Auswirkungen
Während des letzteiszeitlichen Maximums herrschten auf einem Großteil der Erde kalte, trockene und unfreundliche klimatische Bedingungen; die Atmosphäre war oft stürmisch und staubbeladen, deutlich erkennbar in Eisbohrkernen, die gegenüber dem heutigen Niveau eine 20- bis 25-fach erhöhte Staubfracht aufweisen. Diese erhöhte Staubfracht lässt sich wahrscheinlich auf mehrere Faktoren zurückführen:
- reduzierter Pflanzenbewuchs
- erhöhte Windgeschwindigkeiten
- geringerer staubbindender Niederschlag

Überdies wurden durch den gesunkenen Meeresspiegel jetzt Kontinentalschelfe exponiert sowie neue Küstenebenen geschaffen.

### Europa
Der fennoskandische Eisschild bedeckte Nordeuropa weitgehend, eingeschlossen Spitzbergen, Franz-Josef-Land, die Schelfe der Barentssee, der Karasee, Nowaja Semlja und Teile der Taimyrhalbinsel.
Ganz Island war von Eismassen bedeckt und in Großbritannien blieb nur noch der Süden Englands eisfrei. Der Norden des mit dem Festland verbundenen Großbritanniens lag unter einer Eiskappe, die möglicherweise über die trockengefallene Nordsee mit dem fennoskandischen Eisschild in Verbindung stand; der eisfreie Süden war eine Kältewüste.
Der südliche Eisrand verlief durch Nordostdeutschland und Polen. Südlich davon hatte sich Permafrost z. B. bis nach Szeged in Südungarn ausgebreitet.

### Asien
Weite Teile des heutigen Tibets, Baltistans und Ladakhs waren während des Letzteiszeitlichen Maximums vereist (wobei das Ausmaß der Vergletscherung des Tibetischen Plateaus von Wissenschaftlern nach wie vor umstritten ist). Selbst in Südostasien bildeten sich viele kleinere Berggletscher. Die Südgrenze des Permafrosts erreichte Peking. Wegen des stark abgefallenen Meeresspiegels bestand eine Verbindung heutiger Inseln mit dem Festland. So war beispielsweise die indonesische Inselkette bis Borneo und Bali als Sundaland mit dem asischen Kontinent verbunden. Hierzu gehörte auch Palawan, wohingegen die Philippinen zu einer einzigen Insel vereinigt waren, die nur durch die Sibutu-Passage und die Mindoro-Straße vom Festland abgetrennt wurde.

### Afrika und Mittlerer Osten
In Afrika und im Mittleren Osten bildeten sich mehrere kleinere Berggletscher. Sandwüsten wie beispielsweise die Sahara breiteten sich sehr stark aus.
Der Persische Golf ist im Durchschnitt nur 35 Meter tief, zwischen Abu Dhabi und Katar meist sogar nur 15 Meter. Der Ur-Shatt (ein Zusammenfluss des Euphrat und des Tigris) floss tausende von Jahren durch die Straße von Hormus in den Golf von Oman und brachte Süßwasser in den Persischen Golf. Bathymetrische Daten sprechen für zwei Paläobecken im Persischen Golf, wobei das zentrale Becken eine Fläche von 20.000 km² und in etwa die Länge des Malawisees erreicht haben dürfte. Zwischen 10.000 und 7000 v. Chr. war der Hauptteil des Persischen Golfs schließlich trocken gefallen. Erst um 6000 v. Chr. transgredierte das Meer dann erneut in die Golfregion.

### Australasien
Aufgrund des tiefen Meeresspiegels waren Australien, Neuguinea und Tasmanien zu einer einzigen großen Landmasse vereinigt, die als Sahul bezeichnet wird. Zwischen dem südostasischen Kontinent und Sahulland schob sich das aus mehreren Inseln bestehende Wallacea und reduzierte die Anzahl und Breite der separierenden Wasserstraßen beträchtlich.

### Nordamerika
In Nordamerika war im Wesentlichen ganz Kanada von Eis bedeckt, der Laurentidische Eisschild erstreckte sich im Westen bis an den Missouri River, im Zentrum bis an den Ohio River und im Osten bis nach Manhattan. Die Westküste Nordamerikas trug den Kordillereneisschild, in Kanada und in Montana stießen alpine Gletscher vor und die Rocky Mountains wurden stellenweise von Eiskappen verhüllt. Die Temperaturgradienten in Nord-Süd-Richtung waren so ausgeprägt, dass der Permafrost, von Höhenlagen abgesehen, gegenüber dem Eisschild nur unwesentlich weiter nach Süden vordrang. Die letzteiszeitliche Maximalvereisung zwang die ursprünglich aus Nordostsibirien eingewanderten Menschengruppen in Refugialräume und veränderte hiermit durch Mutationen und Gendrift ihren Genpool. Dieses Phänomen begründete die älteren Haplogruppen innerhalb der Native Americans, wohingegen erst später erfolgte Wanderungsbewegungen für die nördlichen Haplogruppen verantwortlich sind.
Auf Hawaii sind Gletscherablagerungen auf dem Mauna Kea schon seit längerer Zeit bekannt. Neuuntersuchungen legen nahe, dass im Zeitraum 200.000 bis 150.000 Jahre vor heute drei verschiedene Stadien auf dem Vulkan erhalten sind. Moränen bildeten sich ungefähr vor 70.000 Jahren und im Zeitraum 40.000 bis 13.000 Jahre vor heute. Mögliche Gletscherablagerungen auf Mauna Loa sind mittlerweile von jungen Lavaflüssen zugedeckt worden.

### Südamerika
In Südamerika bedeckte der Patagonische Eisschild das gesamte südliche Drittel Chiles mit den Anrainergebieten Argentiniens. Auf der Westseite der Anden erreichte der Eisschild den Pazifik auf 41 Grad südlicher Breite im Chacao-Kanal. Auch die Westküste Patagoniens war zum Großteil vergletschert, möglicherweise bestanden jedoch einige Pflanzenrefugien. Auf der Ostseite der Anden lagen Gletscherloben in den Tiefländern um Seno Skyring und Seno Otway, in der Bahía Inútil und im Beagle-Kanal. An der Magellan-Straße reichte das Eis bis zur Segunda Angostura.

## Vulkaneruptionen

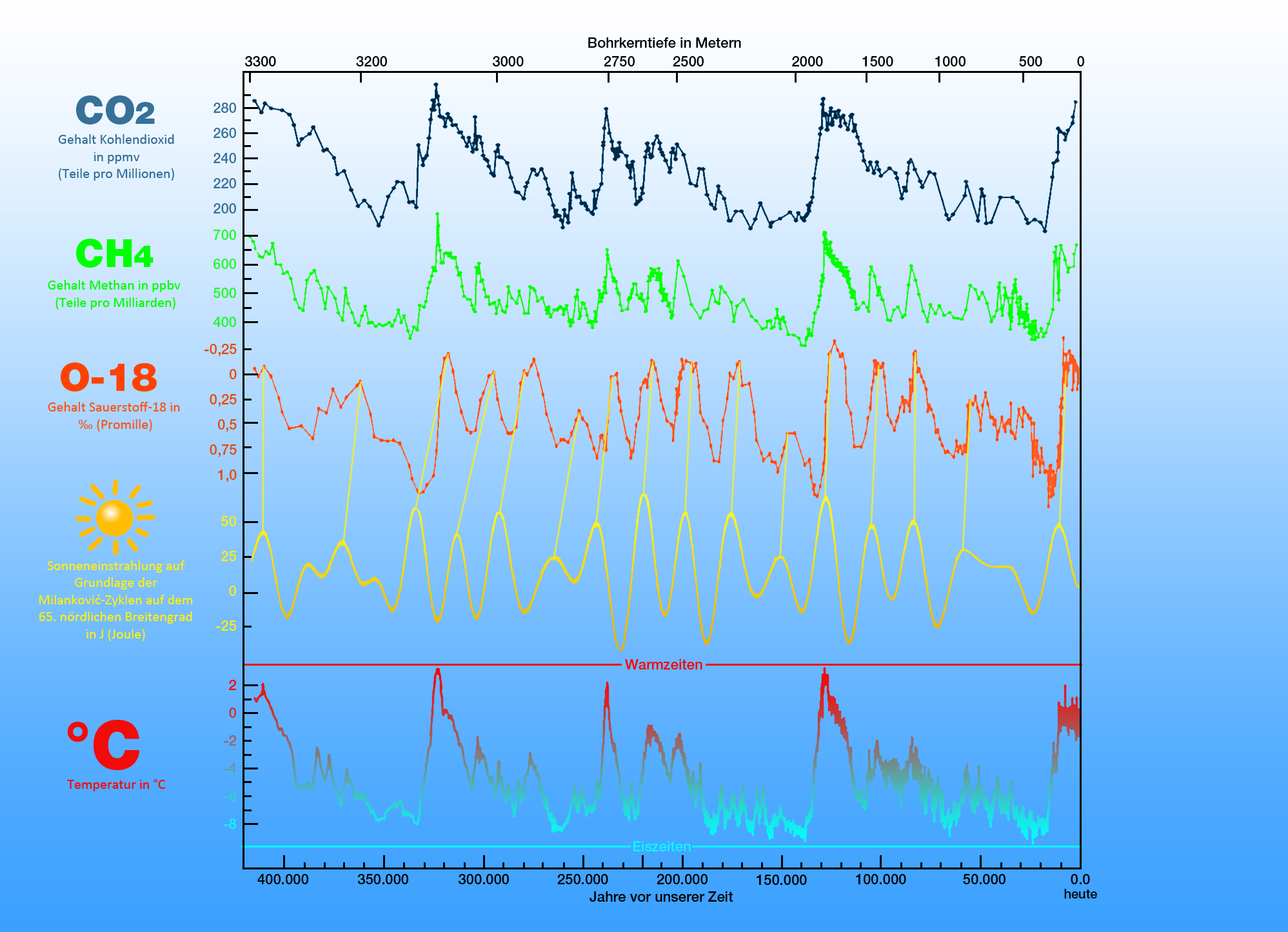
Direkter Einfluss der Sonnenintensität auf die Umweltparameter

Neben den unabänderlichen astronomischen Gegebenheiten (Sonnenaktivität gesteuert durch Milanković-Zyklen) dürften Vulkanausbrüche durchaus einen zusätzlichen, nicht zu vernachlässigenden Einfluss auf die Klimaentwicklung während des Letzteiszeitlichen Maximums gehabt haben. So fällt beispielsweise die Supereruption des Oruanui in der Taupō Volcanic Zone Neuseelands, datiert mit 24.000 bzw. 20.600 Jahren v. Chr., in den Zeitraum des LGM. Während dieser Eruption wurden immerhin 1.170 km³ an Auswurfmassen gefördert, knapp ein Viertel des Eruptionsvolumens der La-Garita-Caldera, eines der größten jemals bekannt gewordenen Ereignisse. Während des LGM ereignete sich auch die Förderung des Eltviller Tuffs in der Vulkaneifel, der von Zöller u. a. (1987) auf 20.000 bis 19.000 Jahre v. Chr. datiert wird. Er stellt einen bedeutenden stratigraphischen Markerhorizont in den Lößsedimenten Mitteleuropas.

## Kulturelle Entwicklung
Während des letzteiszeitlichen Maximums entwickelte sich in Südwesteuropa nach dem Gravettien (ab 31.000 v. Chr.) die jungpaläolithische Kulturstufe des Solutréens (22.000 bis 16.500 v. Chr.) mit seinen charakteristischen Blatt-, Kerb- und Lorbeerblattspitzen. Kulturelle Neuerungen sind Bumerang, Lochstäbe, Textilien und aus Knochen gefertigte Nadeln zum Nähen der Fellbekleidung. Als Kunstgegenstände tauchen erstmals gebrannte Tonfigurinen auf. Das Solutréen wird dann vom Magdalénien abgelöst.